# 心湖 (馬)
心湖（英語：Heart Lake），爲英國生產的愛爾蘭及阿聯酋純種競賽馬匹。生涯活躍於短途及一哩賽事，曾於1995年遠征日本奪得安田紀念冠軍。

## 出賽前
1991年4月22日出生於英國當地一個由阿聯酋總理兼副總統、杜拜謝赫穆罕默德·本·拉希德·阿勒馬克圖姆酋長擁有的牧場，所有權直接歸於酋長旗下的賽馬機構高多芬。
其後交由愛爾蘭練馬師岳斯訓練。

### 3歲
1994年5月1日出戰高運園馬場未勝利戰，由靳能策騎下奪得首勝。
其後出戰表列賽百利郭萊士錦標獲得第二後，出戰古摩亞賽獲得獲得第一。
1994年6月25日前往英國出戰準則錦標，最終以第四完賽。
完成準則錦標錦標後，其返回愛爾蘭出戰和諧錦標，於其中發揮優秀的水準成功奪得首個分級賽冠軍。
憑藉勝出三級賽的勢頭，陣營安排其出戰達士蒙錦標並於其中以第一名衝線，然而賽後研訊認爲其於直路上的斜行組成妨礙，最終判處其失格。
其後進入約4個月的放草後遠征香港出戰香港國際碗，最終獲得第三的不俗戰績。

### 4歲
進入1995年，馬主高多芬將心湖轉籍至阿聯酋，並安排其進入蘇萊之馬房訓練。
1月1日其出戰詩柏馬場的一場一般賽作爲年度首戰，水準超班下以輕鬆的姿態勝出。
其後陣營安排其遠征日本，以安田紀念作爲最大目標，並以5月前哨戰京王盃春季盃作爲熱身，但於其中以第五落敗。
5月14日按照計劃出戰安田紀念，於比賽途中保持於中團靠後位置追走，進入直路後隨即發揮優秀的速度衝出，最終壓贏一衆主隊馬下奪得首個一級賽冠軍。
贏得安田紀念後其遠征英國出戰七月盃，然而完全失準下以包尾第九完賽，更被尾二的賽駒拋離近10馬位。
經歷大敗後其進入長期休養，缺席秋季所有賽事。

### 5歲
1995年其於年初回歸，出戰總統盃預賽及總統盃均獲得第二後，於詩栢一哩錦標。
其後再度遠征日本，雖然成功以頂磅59公斤勝出京王盃春季賽，但於以連霸爲目標的安田紀念則因未能衝出而以第十二大敗。
其後遠征英國出戰薩塞克斯錦標，但狀態下滑下僅獲得第九，賽後陣營更加安排其退役。

### 詳細賽績
| 日期       | 舉辦國家/地區 | 馬場     | 距離   | 級別 | 賽事名稱       | 負重 | 騎師         | 馬號     | 出馬 | 名次 | 時間    | 頭馬（二馬）         |
| ---------- | ------------- | -------- | ------ | ---- | -------------- | ---- | ------------ | -------- | ---- | ---- | ------- | -------------------- |
| 1/5/1994   | 愛爾蘭        | 高運園   | 草1400 |      | 未勝利         | 55.5 | 靳能         | 紀錄缺失 | 14   | 1    | 1:35.0  | （Hamseh）           |
| 8/6/1994   | 愛爾蘭        | 李奧柏   | 草1400 | L    | 百利郭萊士錦標 | 56   | 靳能         | 紀錄缺失 | 5    | 2    | 1:33.5  | Wandering Thoughts   |
| 19/6/1994  | 愛爾蘭        | 高運園   | 草1600 |      | 古摩亞賽       | 56   | 靳能         | 紀錄缺失 | 4    | 1    | 1:46.7  | （Sandy Desert）     |
| 25/6/1994  | 英國          | 新市場   | 草1400 | GIII | 準則錦標       | 54   | 郭嘉年       | 紀錄缺失 | 6    | 4    | 1:26.8  | Hill Hopper          |
| 21/7/1994  | 愛爾蘭        | 疊柏尼   | 草1400 | GIII | 和諧錦標       | 55   | 莫狄         | 紀錄缺失 | 6    | 1    | 1:34.4  | （Unusual Heat）     |
| 13/8/1994  | 愛爾蘭        | 卻拉     | 草1600 | GIII | 達士蒙錦標     | 56   | 莫狄         | 紀錄缺失 | 10   | DQS  | DQS     | Bin Ajwaad           |
| 11/12/1994 | 英屬香港      | 沙田     | 草1400 | GIII | 香港國際碗     | 55.5 | 戴圖理       | 14       | 14   | 3    | 1:22.3  | 蘇式路線             |
| 1/1/1995   | 阿聯酋        | 詩柏     | 泥1600 |      | 一般賽         | 58   | John Carroll | 紀錄缺失 | 2    | 1    | 1:39.04 | (Wafayt)             |
| 22/4/1995  | 日本          | 東京     | 草1400 | GII  | 京王盃春季盃   | 56   | 武豐         | 5        | 18   | 5    | 1:21.6  | Dumaani              |
| 14/5/1995  | 日本          | 東京     | 草1600 | GI   | 安田紀念       | 58   | 武豐         | 6        | 18   | 1    | 1:33.2  | （Sakura Chitose O） |
| 13/7/1995  | 英國          | 新市場   | 草1200 | GI   | 七月盃         | 60   | 戴圖理       | 紀錄缺失 | 9    | 9    | 1:15.9  | Lake Coniston        |
| 26/1/1996  | 阿聯酋        | 阿布達比 | 草1400 |      | 總統盃預賽     | 61   | John Carroll | 紀錄缺失 | 3    | 2    | 1:20.9  | Faltaat              |
| 9/2/1996   | 阿聯酋        | 阿布達比 | 草1400 |      | 總統盃         | 61   | John Carroll | 紀錄缺失 | 6    | 2    | 1:20.3  | Diffident            |
| 27/3/1996  | 阿聯酋        | 詩柏     | 泥1600 | L    | 詩柏一哩錦標   | 60   | 戴圖理       | 紀錄缺失 | 11   | 4    | 1:36.4  | Tereshkova           |
| 11/5/1996  | 日本          | 東京     | 草1400 | GII  | 京王盃春季盃   | 59   | 武豐         | 13       | 15   | 1    | 1:21.1  | （大樹狂風）         |
| 9/6/1996   | 日本          | 東京     | 草1600 | GI   | 安田紀念       | 58   | 武豐         | 15       | 17   | 12   | 1:33.9  | 步步雷霆             |
| 31/7/1996  | 英國          | 古活     | 草1600 | GI   | 薩塞克斯錦標   | 60.5 | John Reid    | 紀錄缺失 | 10   | 9    | 1:37.7  | 第一島嶼             |

## 退役後
退役後，心湖被社台集團購入，成爲了日本之配種馬，於北海道早來町（今安平町）社台Stallion Station休養，在1997年進行配種，首批子嗣於1998年出生。首批子嗣可於2000年出賽。2004年12月19日，高雅茶座在CBC賞取勝，成爲首匹勝出分級賽的子嗣。
1999年9月24日，其於澳洲穿梭配種期間遭遇意外死亡，享年8歲。

### 主要子嗣
- 高雅茶座（CBC賞、絲路錦標）

## 血統簡介
父系雷里耶夫爲美國出生的法國賽駒，由於自身配種成績非常優秀，現已經確立成一支獨立的種馬系統。祖父北地舞人爲加拿大賽駒，爲美國三冠賽雙冠馬，退役後亦爲著名種馬，被譽爲當時改變世界的種馬之一。
母系My Darling One爲美國賽駒，生涯戰績優秀，曾勝出當地一級賽。外祖父Exclusive Native爲美國賽駒，生涯戰績不俗，曾勝出雅靈頓經典錦標。

### 血統表
| 父線：雷利耶夫系（北地舞人系）                            |                                 |                |              |
| 種馬 雷利耶夫 1977年（棗色）                              | 北地舞人 1961年（棗色）         | 新北區         | Nearco       |
| 種馬 雷利耶夫 1977年（棗色）                              | 北地舞人 1961年（棗色）         | 新北區         | Lady Angela  |
| 種馬 雷利耶夫 1977年（棗色）                              | 北地舞人 1961年（棗色）         | Naltama        | 天才舞者     |
| 種馬 雷利耶夫 1977年（棗色）                              | 北地舞人 1961年（棗色）         | Naltama        | Almahmoud    |
| 種馬 雷利耶夫 1977年（棗色）                              | Special 1969年（棗色）          | Forli          | Aristophanes |
| 種馬 雷利耶夫 1977年（棗色）                              | Special 1969年（棗色）          | Forli          | Trevisa      |
| 種馬 雷利耶夫 1977年（棗色）                              | Special 1969年（棗色）          | Thong          | Nantallah    |
| 種馬 雷利耶夫 1977年（棗色）                              | Special 1969年（棗色）          | Thong          | Rough Shod   |
| 繁殖雌馬 My Darling One 1981年（栗色）                    | Exclusive Native 1965年（栗色） | Raise a Native | 天才舞者     |
| 繁殖雌馬 My Darling One 1981年（栗色）                    | Exclusive Native 1965年（栗色） | Raise a Native | Raise You    |
| 繁殖雌馬 My Darling One 1981年（栗色）                    | Exclusive Native 1965年（栗色） | Exclusive      | Shut Out     |
| 繁殖雌馬 My Darling One 1981年（栗色）                    | Exclusive Native 1965年（栗色） | Exclusive      | Good Example |
| 繁殖雌馬 My Darling One 1981年（栗色）                    | Princess Marshua 1974年（棗色） | Prince John    | Princequillo |
| 繁殖雌馬 My Darling One 1981年（栗色）                    | Princess Marshua 1974年（棗色） | Prince John    | Not Afraid   |
| 繁殖雌馬 My Darling One 1981年（栗色）                    | Princess Marshua 1974年（棗色） | Marshua        | Nashua       |
| 繁殖雌馬 My Darling One 1981年（栗色）                    | Princess Marshua 1974年（棗色） | Marshua        | Emardee      |
| 雌系：Marshua系（號族：16）                               |                                 |                |              |
| 五代內近親交配：天才舞者 4×4、Hyperion 5×5、Nasrullah 5×5 |                                 |                |              |

## 命名由來
名字Heart Lake意思即是「心湖」。

## 外部連結
- 心湖 netkeiba.com （页面存档备份，存于）
- 心湖 racingpost.com （页面存档备份，存于）
- 血統表 （页面存档备份，存于）